# Sam Galbraith
Sam Galbraith (* 18. Oktober 1945 in Clitheroe, Lancashire; † 18. August 2014 in Glasgow) war ein schottischer Politiker englischer Abstammung und Mitglied der Labour Party. Er studierte an der Universität Glasgow und war anschließend als Neurochirurg tätig.

## Leben
Geboren in Clitheroe besuchte er später die Greenock High School und studierte an der University of Glasgow Medizin. Er war ein beachteter Neurochirurg am Southern General Hospital in Glasgow. Galbraith war verheiratet und Vater von drei Töchtern. Wie seine Schwester litt Galbraith an Idiopathischer pulmonaler Fibrose und erhielt 1990 am Freeman’s Hospital in Newcastle eine Lungentransplantation. Seit 2006 war er Vorsitzender des Scottish Maritime Museum. Er verstarb am 18. August 2014 und galt als eine der Personen, die am längsten mit einem Lungentransplantat lebten.

## Britisches Unterhaus
Erstmals trat Galbraith bei den Britischen Unterhauswahlen 1987 zu Wahlen auf nationaler Ebene an. Er errang das Direktmandat seines Wahlkreises Strathkelvin and Bearsden und zog in das Britische Unterhaus ein. Zwischen 1988 und 1992 war er Parteisprecher für Schottland und Gesundheit. Bei den Unterhauswahlen 1992 und 1997 verteidigte Galbraith sein Mandat. Zu den folgenden Unterhauswahlen im Jahre 2001 trat Galbraith nicht mehr an. Das Mandat des Wahlkreises ging an seinen Parteikollegen John Lyons.

## Schottisches Parlament
Bei den ersten Schottischen Parlamentswahlen im Jahre 1999 bewarb sich Galbraith um das Direktmandat des Wahlkreises Strathkelvin and Bearsden. Er gewann die Wahlen mit deutlichem Vorsprung vor der SNP-Kandidatin Fiona McLeod. Im Anschluss an die Wahl wurde er zum Minister für Kinder und Bildung ernannt; im November 2000 dann zum Staatssekretär für Umwelt, Sport und Kultur. Im Mai 2001 gab Galbraith aus gesundheitlichen Gründen sein Mandat für das Schottische Parlament zurück. Die fälligen Neuwahlen im Wahlkreis Strathkelvin and Bearsden gewann Galbraiths Parteikollege Brian Fitzpatrick. Da im Juni desselben Jahres ohnehin Unterhauswahlen anstanden, behielt Galbraith sein Unterhausmandat bis zum Ende der Legislaturperiode.